# Вила Ђулија (Пезаро-Урбино)
Вила Ђулија је насеље у Италији у округу Пезаро и Урбино, региону Марке.
Према процени из 2011. у насељу је живело 31 становника. Насеље се налази на надморској висини од 55 м.